# Горный Балыклей
Горный Балыклей — село в Дубовском районе Волгоградской области, административный центр Горнобалыклейского сельского поселения.
Население — 2656 (2010)

## История
Поселение основано в 1732 году как станица Балыклейская Волжского казачьего войска. В 1744 году построена первая церковь. В 1777 году за участие в Пугачёвском бунте волжские казаки были выселены на Терек. Лишь части казаков, наименее замешанных в событиях крестьянской войны (бунта), было позволено остаться на Волге. Ими была основана новая станица,впоследствии названная Александровской.
Станица Балыклейская стала казённым селом и была заселена крестьянами из разных губерний. Село Балыклей относилось к Липовской волости Царицынского уезда Саратовской губернии. Крестьяне занимались земледелием, бахчеводством. В 1862 году в селе Балыклей имелось 252 двора, православная церковь, почтовая станция, училище, базар, 6 мельниц, проживало 813 душ мужского и 830 женского пола. В 1864 году построена новая церковь во имя Рождества Христова (взамен старой). В 1887 году образована отдельная Балыклейская волость. В конце XIX века в селе имелись церковь, земская и церковно-приходская школы, общественный хлебозапасный магазин.
В 1919 году село в составе Царицынского уезда включено в состав Царицынской губернии.
В 1928 году включено в состав Дубовского района Нижне-Волжского края (с 1934 года Сталинградского края). В 1935 году с центром в селе Горный Балыклей был образован Балыклейский район края (с 1936 года - Сталинградской области, с 1962 года - Волгоградской области). В 1963 году в связи с ликвидацией Балыклейского района село было включено в состав Камышинского района. В 1965 году передано в состав Дубовского района.
Часть территории села была затоплена при заполнении Волгоградского водохранилища

## География
Село расположено в степи в пределах Приволжской возвышенности, относящейся к Восточно-Европейской равнине, на западном берегу Волгоградского водохранилища и северном берегу залива, образованного в устье реки Балыклейки, на высоте около 50 метров над уровнем моря. Местность имеет значительный уклон по направлению  к водохранилищу. Рельеф местности холмисто-равнинный, осложнён балками и оврагами.. Почвы - каштановые. Почвообразующие породы - пески.
По автомобильным дорогам расстояние до областного центра города Волгограда составляет 130 км, до районного центра города Дубовка - 76 км. К селу имеется асфальтированный подъезд от федеральной автодороги Р228 (6,4 км)
Климат
Климат умеренный континентальный с жарким летом и малоснежной, иногда с большими холодами, зимой. Согласно классификации климатов Кёппена климат характеризуется как влажный континентальный (индекс Dfa). Температура воздуха имеет резко выраженный годовой ход. Среднегодовая температура положительная и составляет +7,5 °С, средняя температура января -8,7 °С, июля +23,5 °С. Расчётная многолетняя норма осадков - 389 мм, наибольшее количество осадков выпадает в июне (45 мм), наименьшее в марте (21 мм). 
Часовой пояс
Горный Балыклей, как и вся Волгоградская область, находится в часовой зоне МСК (московское время). Смещение применяемого времени относительно UTC составляет +3:00.

## Население
Динамика численности населения по годам:
| 1897 | 1911 | 2002 |
| ---- | ---- | ---- |
| 4233 | 5201 | 2587 |

| 1852  | 1860  | 1883  | 1894  | 1896  | 1939  | 1959  |
| ----- | ----- | ----- | ----- | ----- | ----- | ----- |
| 1649  | ↘1643 | ↗2968 | ↗4240 | ↗4277 | ↘4043 | ↗4139 |
| 2010  |       |       |       |       |       |       |
| ↘2656 |       |       |       |       |       |       |